# Great Malvern
Great Malvern – miasto w hrabstwie Worcestershire w Anglii niedaleko Birmingham. Samodzielna jednostka administracyjna i część miasta Malvern.